# Biserica medievală din Benic
Biserica medievală din Benic este un monument istoric aflat pe teritoriul satului Benic, Alba, comuna Galda de Jos, județul Alba.
Biserica, inițial romano-catolică, a fost folosită de la Reforma protestantă până în secolul al XX-lea de comunitatea reformată din Benic. În anul 1951 clopotul cel mare al bisericii a fost mutat de săteni în biserica românească din Benic.
În prezent monumentul se află în stare de ruină.